# Sternschanzenpark

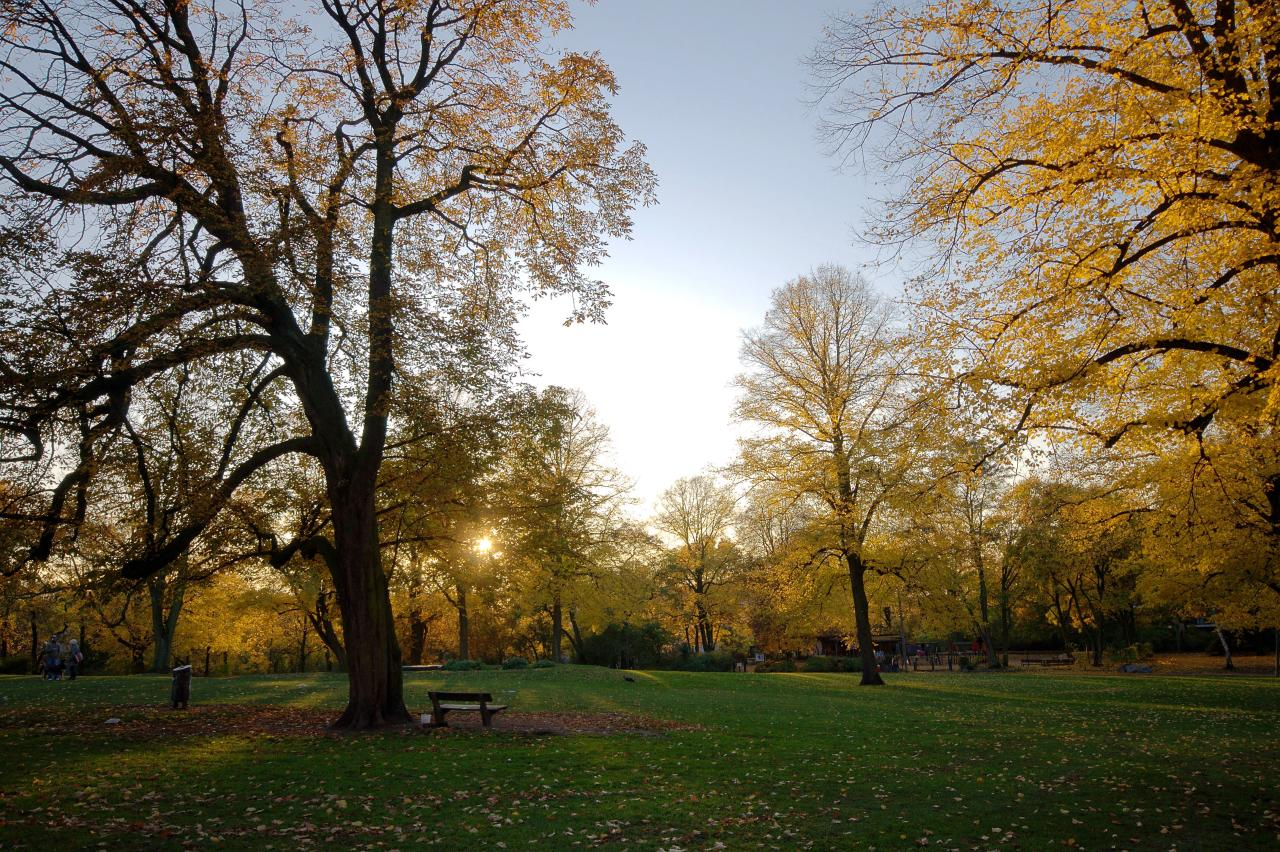
Sternschanzenpark im Herbst

Park mit Boule-Spielflächen. Im Hintergrund der Schanzenturm

Café Sternchance im Norwegerheim

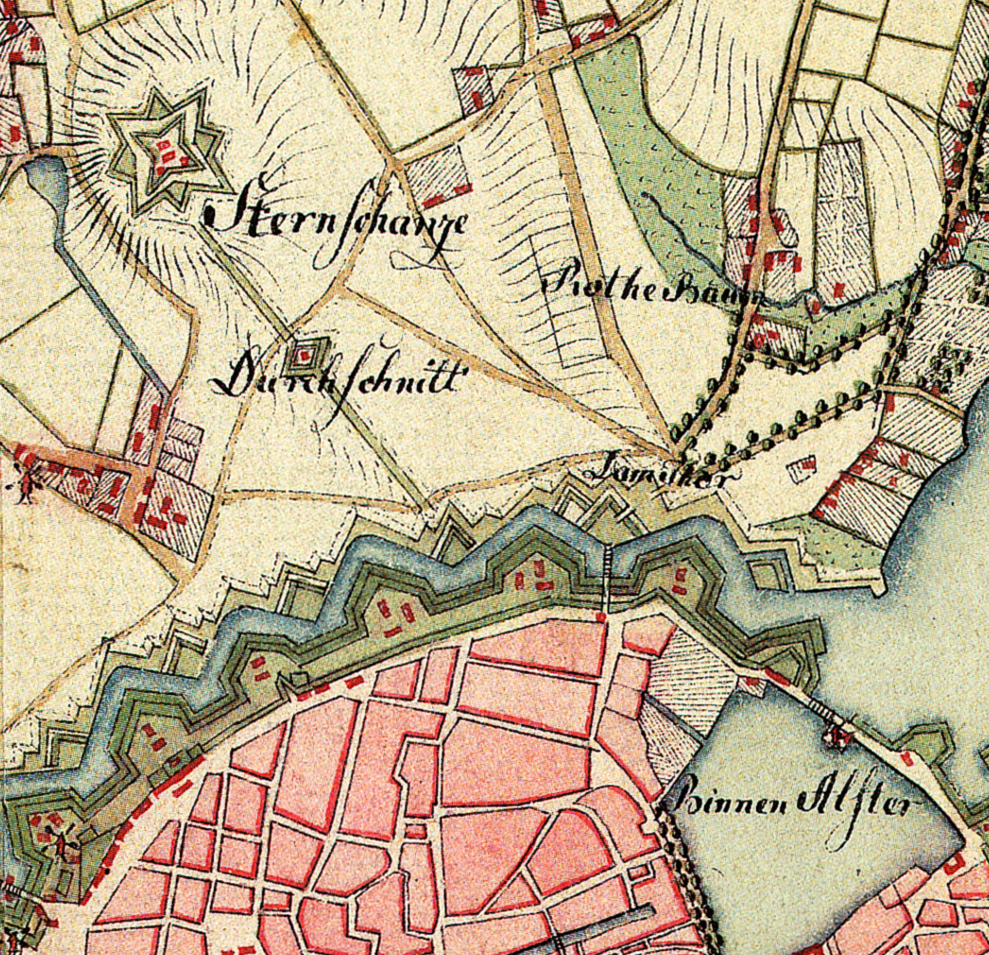
Die namensgebende Sternschanze vor den Toren Hamburgs um 1790

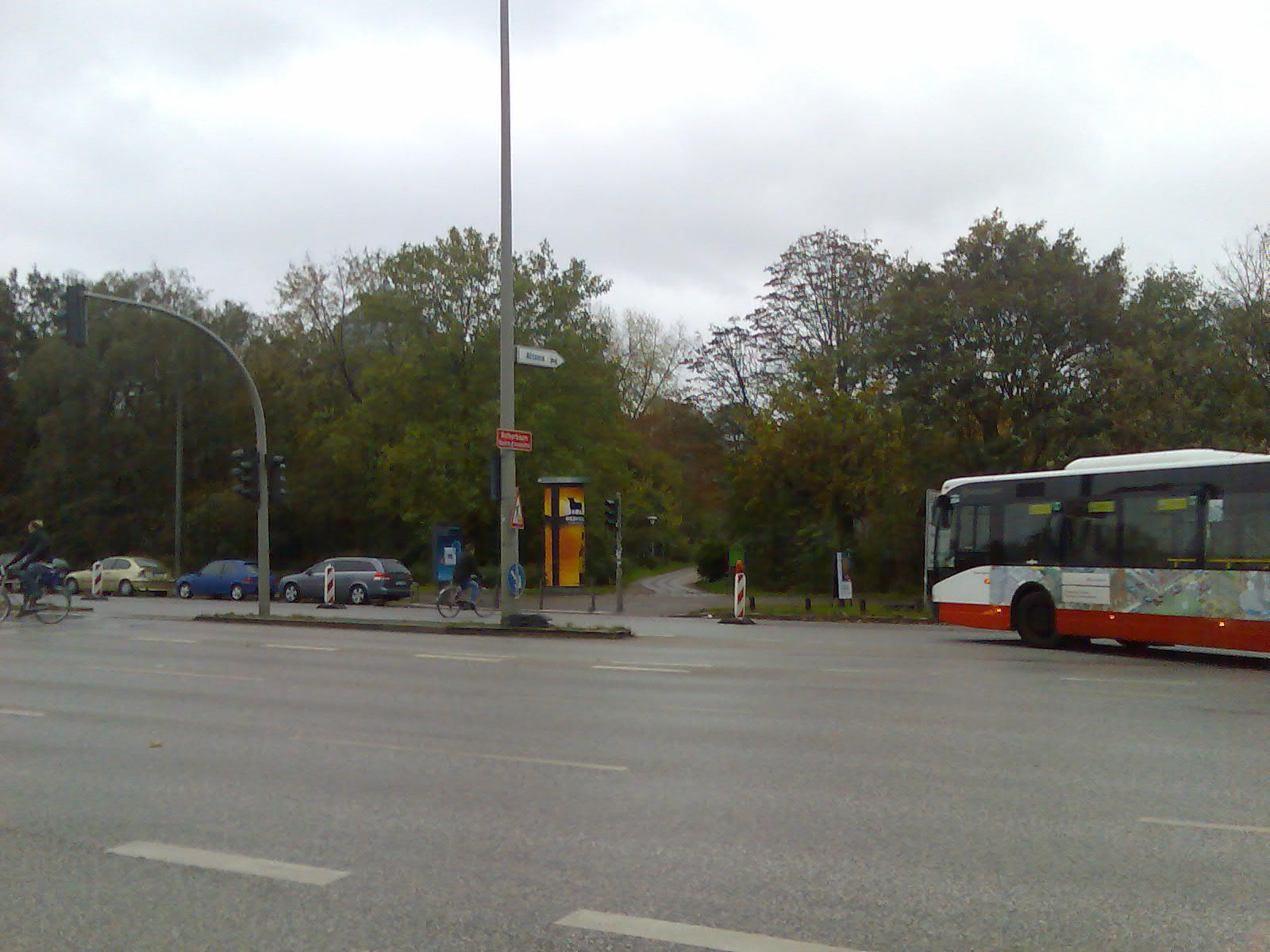
Eingang Sternschanzenpark vom U-Bahnhof Schlump

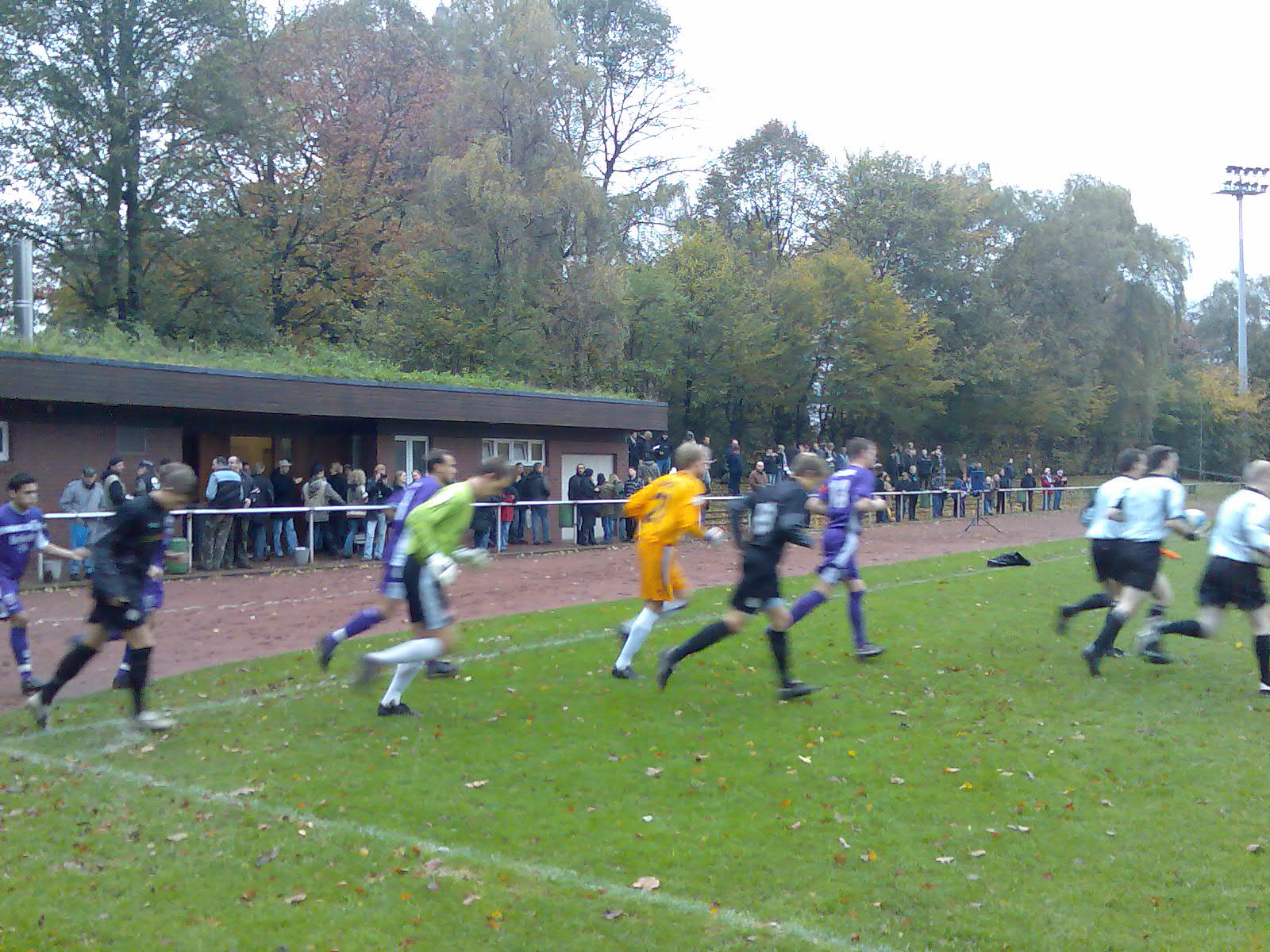
Oberliga-Fußball im Sternschanzenpark: FC St. Pauli II - VfL Osnabrück II am 5. November 2006

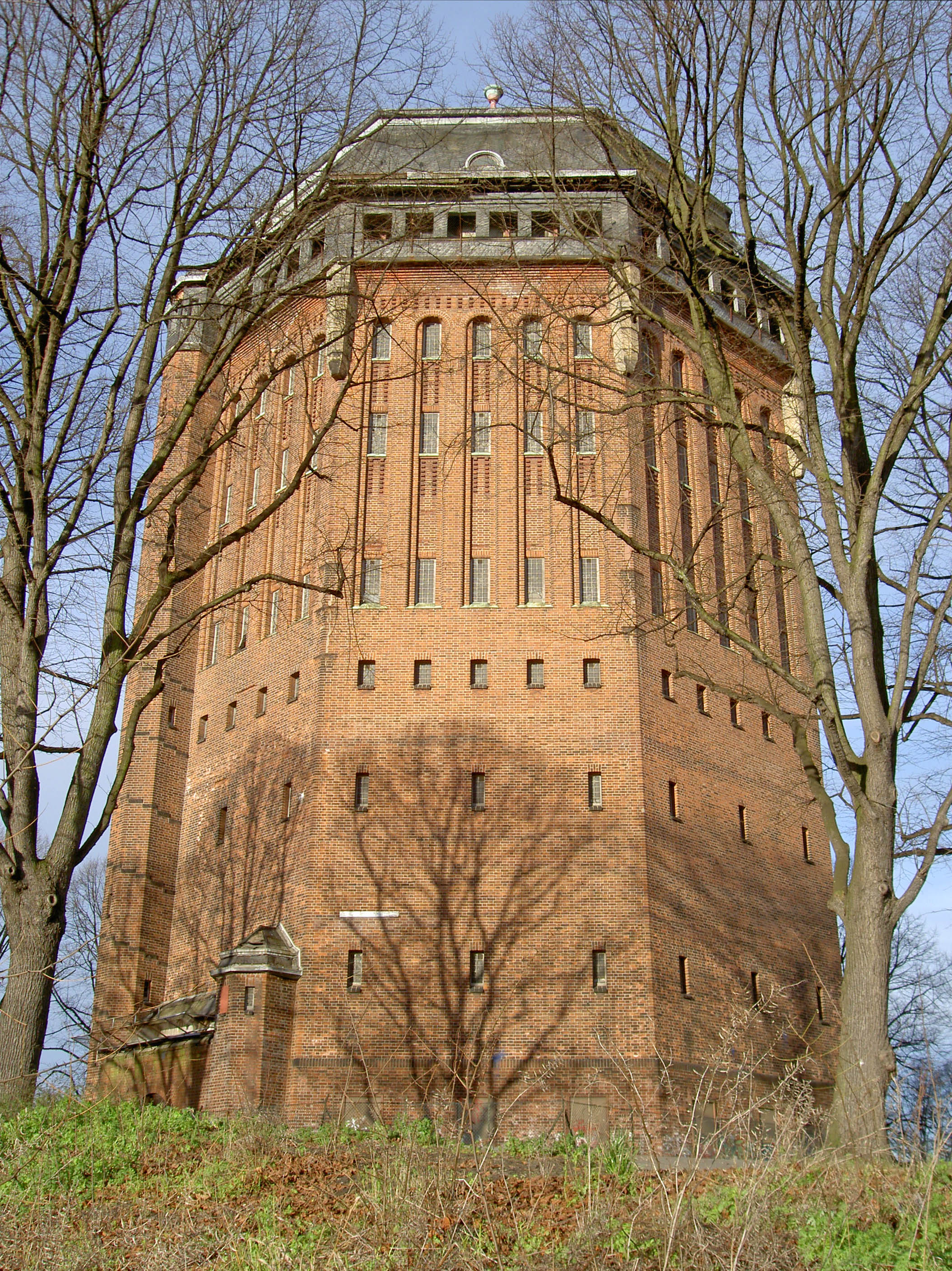
Schanzenturm

Der Sternschanzenpark, meist Schanzenpark genannt, ist eine etwa zwölf Hektar große, teilöffentliche Parkanlage mit dem weit über den Park hinaus optisch prägenden, 60 Meter hohen Schanzenturm, dem ehemals größten Wasserturm Europas, in dem sich seit 2007 ein Hotel befindet, auf einem wiederum 28 Meter hohen Hügel im Bezirk Hamburg-Altona.

## Der Park

### Geschichte
Der Sternschanzenpark war bis 1866 vorgelagerter Teil der Hamburger Stadtbefestigung. Als Sternschanze wurden vor den Stadtmauern gelegene Verteidigungsbauten in Form von mehrzackigen Sternen bezeichnet. In diesem Jahre baute die Altona-Kieler Eisenbahn-Gesellschaft gemeinsam mit dem Hamburger Senat südlich der Sternschanze eine Verbindung zwischen der preußischen Stadt Altona (Elbe) und den Bahnhöfen von Hamburg.
In den 1990er Jahren wurde der Park als Rückzugsgebiet von Drogenhändlern und -abhängigen genutzt.

### Gegenwart
Der Sternschanzenpark stellt eine wichtige Naherholungsfläche für die Anwohner der ansonsten dicht bebauten, benachbarten Viertel dar, die dort spazieren gehen, grillen oder musizieren. Für Kinder finden sich im Park ausgedehnte, naturnahe Spielplätze. Gerade im Sommer sind im Park häufig Kleinkünstler anzutreffen, zudem werden im Schanzenkino Open Air im Sommer Kinofilme gezeigt.
Auf oder direkt am Areal befindet sich ein ehemaliger Wasserturm (Schanzenturm), die Freiwillige Feuerwehr Pöseldorf mit einem 1999 neu gebauten Feuerwehrhaus, ein kleinerer Hochbunker sowie das Café Sternchance, welches im ehemaligen Norwegerheim, einer von der norwegischen Europahilfe 1952 gestifteten ehemaligen Kindertagesstätte (im Sommer 1998 einer Brandstiftung zum Opfer gefallen), untergebracht ist.
Westlich grenzt das Elisabeth Alten- und Pflegeheim der Freimaurer von 1795, welches 2008 einen neuen Flügelanbau errichtete, an den Sternschanzenpark.

## Sportliche Nutzung
Der Park wird von vielen Menschen für Freizeitsport-Aktivitäten genutzt (ganzjährig von Joggern); im Winter ist der Schanzenhügel ein begehrtes Rodelgebiet. Im nordwestlichen Teil des Parks befinden sich fest angelegte Boule-Bahnen, die fast das ganze Jahr hindurch intensiv genutzt werden.
Im nordwestlichen Teil liegt ein eingezäuntes Sandplatzfeld, das wetterabhängig intensiv genutzt wird.
Im westlichen Teil des Parks befinden sich ein Kunstrasen-Fußballfeld und das neue Vereinshaus des SC Sternschanze.
Im östlichen Teil des Parks befindet sich das Stadion der Sportvereinigung der Polizei von 1920 e. V. Dieser Rasenplatz mit Clubhaus, Laufbahn und Flutlichtanlage wird – außer vom Verein für Leibesübungen Hammonia von 1922 e. V. – auch von den Leistungsmannschaften (außer der 1. Mannschaft) des FC St. Pauli für Punktspiele genutzt.
Neben dem Rasenplatz wurde 2008 ein Kleinfeld-Kunstrasenplatz angelegt und eröffnet.

## Schanzenturm
Der Park wird geprägt von einem Hügel (28 Meter NN) – im 13. Jahrhundert wurde er noch der Heidberg von Heimechhude genannt –, auf dem sich heute der größte ehemalige Wasserturm Europas, der Schanzenturm befindet. Es handelt sich um Industriearchitektur, erbaut 1907 bis 1910 von dem bei den Hamburger Wasserwerken (HWW) angestellten Architekten Wilhelm Schwarz. Genutzt wurde der Turm bis 1961. Er ist 57,5 Meter hoch, achteckig und hat einen Durchmesser von 32 Metern. Er stellt ein Wahrzeichen des Schanzenviertels dar.

### Konflikte um den Umbau
Der Turm wurde zwischen 2004 und 2007 zu einem Vier-Sterne Mövenpick Hotel Hamburg umgebaut, was erhebliche Bürgerproteste gegen die Umnutzung des Schanzenparks in einen «Park mit Messehotel» hervorrief. In einem Rechtsstreit kam das Hamburger Verwaltungsgericht zu dem Ergebnis, dass die Baugenehmigung des Bezirksamtes Eimsbüttel vom 27. Dezember 1996 für den Umbau in ein Hotel „objektiv rechtswidrig“ sein dürfte.

## Lage und Verkehrsanbindung
Aufgrund eines CDU-Mehrheitsbeschlusses der Hamburgischen Bürgerschaft vom 6. März 2006 kam das Areal des Sternschanzenparks am 1. März 2008 vom Eimsbütteler Stadtteil Rotherbaum zum neuen Stadtteil Sternschanze im Bezirk Altona.
Der Sternschanzenpark grenzt im Nordosten an die Schröderstiftstraße. Südlich verläuft die Verbindungsbahn, sie verbindet heute den Bahnhof Hamburg-Altona sowie die Fernverkehrsstrecke der Deutschen Bahn Richtung Norden mit dem Hamburger Hauptbahnhof und zählt zu den verkehrsreichsten Bahnstrecken in Deutschland.
Die Verbindungsbahn ist heute viergleisig, wobei auf dem nördlichen Gleispaar die Linien S2 und S5 der Hamburger S-Bahn, auf dem südlichen zahlreiche Fern- und Güterzüge verkehren. An ihr liegt auch der Bahnhof Sternschanze für S- und U-Bahn. Der Ausgang für die U-Bahn und der östliche S-Bahnausgang führen fast direkt in den Park.
Die U-Bahn unterquert den Park in Nord-Süd-Richtung. Sie hat einen weiteren Bahnhof am Rande des Parks mit dem wichtigen Umsteigebahnhof Schlump.
Der Park wird weiter eingerahmt vom Kleinen Schäferkamp, der Schanzenstraße und der Straße Sternschanze.